# 趙家賢
趙家賢（英語：Andrew Chiu Ka-yin；1985年7月17日—），香港政治人物，前香港東區區議會副主席兼前太古城西選區議員，是公民教育委員會委員、平和基金諮詢委員會委員、資深認可調解員、仲裁員、民主派協調組織民主動力召集人、香港認可調解員學會主席、公共專業聯盟董事會成員及香港民主黨成員。趙同時有「尖尖頭博士」、「栗頭老師」、「永澤同學」之稱。2021年1月6日因早前組織及策劃立法會民主派初選涉嫌違犯中華人民共和國香港特別行政區維護國家安全法而被捕，2月底被拒保釋並一直還押至今。
2024年11月19日，趙家賢作為47人案第三被告，于西九龍裁判法院被判處「串謀顛覆國家政權」罪成，判監7年。判決書提到，判決以15年為量刑起點，考慮到其擔任從犯證人作供，加上可能受到戴耀廷誤導而犯案，並綜合其過往公職貢獻等，最終減刑至7年。

## 經歷

### 個人背景
趙家賢是一位浸信會的基督徒，出生於香港，籍貫廣東新會，曾就讀香港嘉諾撒學校，筲箕灣官立中學、筲箕灣東官立中學以及聖公會聖馬利亞堂莫慶堯中學（預科）。早年於香港公開大學修讀社會科學學士，主修政治及經濟，後於香港浸會大學完成公共行政碩士課程，並在太歷國立大學取得公共行政博士。於2017年獲法國SABI大學頒授公共行政學榮譽博士學位。

### 事業發展

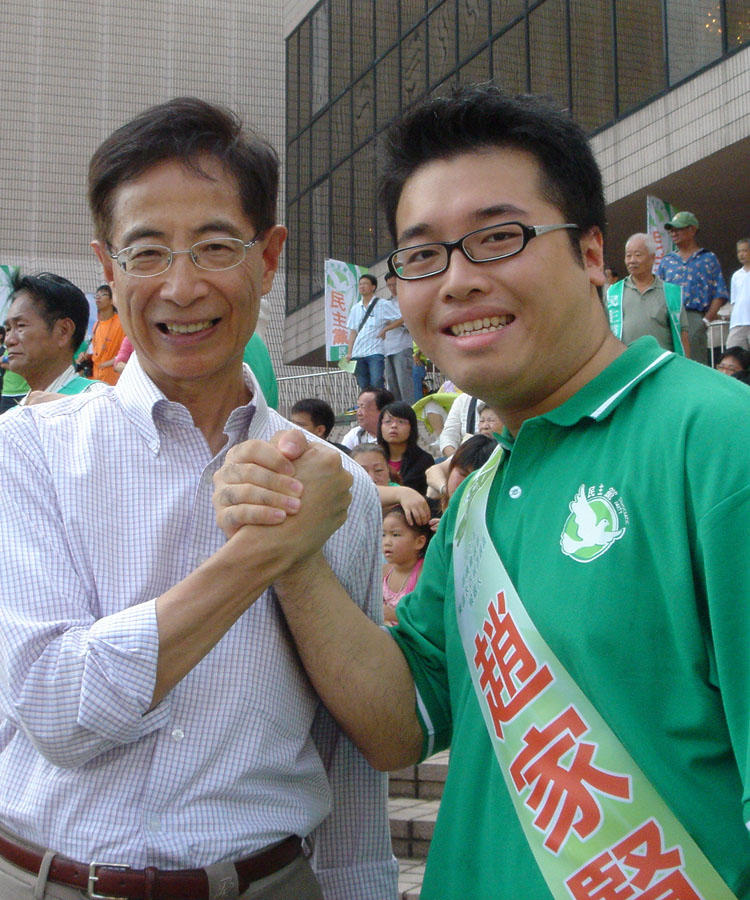
趙家賢（右）與李柱銘於2007年香港區議會選舉民主黨誓師大會

自2003年七一遊行後立志投身民主運動。其後協助李柱銘助選，及獲其鼓勵，於2004年立法會選舉後加入香港民主黨，積極參與地區工作、青年事務及政策研究。居於太古城21年，18歲已開始組織青少年義工團服務社區。
2012至2014年期間，趙家賢擔任香港和解中心副會長期間，在社區進行專業調解工作，並促成香港和解中心、深圳仲裁委員會，以及深圳市民商事調解中心的合作，在三方簽署的《深圳仲裁委員會、香港和解中心、深圳市民商事調解中心合作框架協議》中，合作內容包括建立聯絡機制、服務合作機制、研討交流機制及“深港多元化爭議解決服務平台”的搭建 。為包括深港兩地企業在內的境內外當事人提供民商事爭議解決服務。
2014年開始，趙家賢接替鄭宇碩教授，擔任泛民地區協調組織民主動力的召集人。協助後者組織及安排2015年的泛民區選聯盟推薦名單 及有關的選舉行政工作 。曾發起泛民主派90多位區議員及增選委員聯署反對18區區議會正副主席支持政改 。另外曾進行研究發佈會，質疑區議會當時撥款機制涉及到建制派衛星組織的利益衝突 。
2015年5月時，趙家賢與Facebook專頁「樂活鰂魚涌」透過網上及傳媒去揭發鰂魚涌的「不能避雨亭」事件 。
趙家賢於2007年首次參選獲1165票當選，2011年獲2529票成功連任。於2015年的區選，他在所屬的太古城西選區面臨報稱為「獨立」的親建制對手及其福建晉江助選團的挑戰
下，最終以3362票擊敗其他候選人，成功連任。同時，趙家賢連續兩屆成為泛民在香港島的「區選票王」。
2017年，趙家賢在鄭宇碩教授的支持下，民主動力召開20多次協調會議及持份者會議 ，促成歷史性的民主派初選，為2018年3月11日舉行的立法會補選選出民主派的「最強代表」參選。當中在1月14日的民間實體票站投票，有超過26000位市民排隊 。
在2019年區議會選舉成功連任，並由於民主派在本屆東區區議會取得過半數議席，因此趙家賢被民主派推舉成為新一屆東區區議會副主席。

### 競選期遇襲但無礙第三度連任議員
2019年區議會選舉期間，趙家賢因保護市民而在選區內被人襲擊咬甩耳廓，留院診治約三星期，至投票日前3天才出院，未能進行競選工作。趙接受明報訪時表示，遇襲當日原欲完成選舉郵遞，最終卻未能寄出，對選舉工程極大影響。最後結果趙家賢以4390票對2593票，擊敗對手經民聯丁煌，成功第三度連任。但趙上屆當選的比率達七成三，而今屆只有六成三，反映投票率高亦不一定對民主派有絕對優勢。在建制派抹黑、造假的情況下，對手所獲票數亦有一定數量增加，所以趙向傳媒表示「香港人絕對不能夠鬆懈！」、「香港人團結一致！」。

## 涉事

### 博士學位事件
趙家賢的個人網站及宣傳品都以「趙家賢博士 DR. ANDREW CHIU」自稱，在個人網頁報稱，於2017年獲法國SABI大學（SABI University）頒授（confer）公共行政學榮譽博士 Doctor of Public Administration h.c.，該學位受到多方質疑。
2017年5月，《香港01》查證關於 SABI University 的資料後指：「這家法國北歐大學聽都沒聽過，在QS世界大學排名亦未有找到該大學的蹤影」、「學生只需要在家學習，不用寫論文或考試就能取得學位，實有『學店』之疑！」。
時事評論員黃世澤稱「法國SABI大學」) 疑是一間「文憑工廠」（Diploma Mill），SABI在其網頁自我介紹時說："SABI University as an online accredited university" 。而且在SABI大學的課程網頁中，未有列出「Doctor of Public Administration」。黃亦指，趙家賢是在一個名為「國際博士後協會」的建制派組織舉辦的活動上獲頒授相關的博士學位。
2018年7月，趙家賢接受《蘋果日報》的訪問，稱「向其頒發榮譽博士學位的SABI大學在法國教育部註冊，並獲英國教育認證機構ASIC（Accreditation Service for International Schools, Colleges and Universities）認證，強調自己十多年來積極參與公共服務，曾是香港首個最年輕當選議員，故獲大學代表向該校的學術委員會推薦有關榮譽學位」。SABI University在2011年於法國政府Ministry of Higher Education, Research and Innovation註冊 ，編號為0755607M 及獲英國ASIC 認證 。然而，黃世澤仍然質疑ASIC是認證工廠，發文指其認證只能用作向英國內政部申請英國學生簽證之用。另外，黃指獲法國承認的學位證書應是由政府頒授及列出所頒授的學位。但趙家賢的學位證書是由SABI University頒授而非政府頒授，故疑未得法國政府承認。
另外，趙家賢是在一個名為「國際博士後協會」的建制派組織舉辦的活動上獲頒授博士學位，2017年3月，《蘋果日報》發現「國際博士後協會」和爆發「文憑工廠」醜聞的「國力書院」有以下關連：「國際博士後協會」的註冊地址和國力書院行政處地址相同。「國際博士後協會」負責人陳勤業曾擔任國力書院的課程招生代理，5年內最少轉介了27名學生入讀國力的國立雷省科技大學課程；他也是菲律賓比立勤國立大學土木工程學士課程之顧問，亦曾擔任國力工商管理博士課程的論文監督。
此外，根據民主黨東區黨團的官方網頁，趙家賢當時的學歷是「TSU公共行政博士生」，TSU（Tarlac State University，菲律賓太歷國立大學）是涉國力書院偽造文書及博士工廠醜聞的其中一間菲律賓大學。
香港藝人古巨基及張敬軒分別於2015及2017年獲SABI頒授榮譽博士學位。但古巨基及張敬軒均沒有在自己的個人網站或宣傳品中高調稱呼自己為「古巨基博士」或「張敬軒博士」，相反，趙家賢在個人網站(https://andrewchiu.hk/（页面存档备份，存于）) 則以「趙家賢博士 DR. ANDREW CHIU」為標題及自稱。

### 民主派內部初選
2018年1月15日，民主派公佈初選結果。由於當時勝出九龍西的姚松炎被盛傳將被特區政府取消參選資格 ，因而出現有關替代出選人選即PLAN B爭議。趙家賢於1月15日初選結果新聞發佈會中，回應記者提問時說：「在此本人需要說明，根據之前 (草擬) 諒解備忘錄的時候，當時討論出來的寫法，是在初選中獲取第二名的，將會成為一個Plan B，但此項需要因應眾多不同的因素去作出理解」，而當時在九龍西選出的馮檢基，被個別民主派人士質疑其勝算因而另議PLAN D可行性，趙家賢亦在收到姚松炎來信，要求討論有關替補出選權的「民主派初選諒解備忘錄」內的8.2條文，並在1月17日得到馮檢基的同意後，於1月24日以民主動力召集人身份召開會議，並發出聲明，詳細說明民主派初選內有關替補出選條文的內容及其草擬源由，並宣佈與會各方再次確認安排跟從「民主派初選諒解備忘錄」內的條文第8.2款的機制不變，並因Plan B的馮檢基退出，九龍西民主派代表將由得票第三名的Plan C (即袁海文) 補上作為姚松炎的替代人選，以終結相關爭議。最後姚松炎未有被政府取消參選資格，可代表泛民主派出選立法會九龍西補選。

### 介入「安心偷食」事件
於2019年安心偷食事件期間，趙家賢公開了藝人馬國明於其選區之屋苑居住，結果備受批評。有網民認為身為議員不應將公眾人士住址公開，亦有認為由於2019年將舉行區議會換屆選舉，趙家賢以此貼文「提醒」選民所屬選區，有「抽水」之嫌。趙家賢回應表示報章早已報導馬國明於太古城居住，認為自己被人針對。

### 調停衝突遭咬斷左耳
2019年11月3日，網友因應反對逃犯條例修訂草案運動而發起「東區集氣人鏈日」，計劃在太古城中心內組成人鏈。直至當晚7點半，一名操中國大陸口音的灰衣男子疑與示威人士口角後，持刀傷人，造成3至4人受傷。香港01及立場新聞報導，該名男子突然拿出水果刀襲擊他人，一對姊妹及妹的丈夫都受傷，當中「妹夫」頸部大量出血；在場的當區議員趙家賢介入勸阻時，遭該暴力男子發狂咬斷其左耳，地面遺下部份耳殼及大量血跡，趙其後被送往東區醫院治理。趙遇襲事件被多間國際傳媒如英國廣播公司、英國金融時報、美國NBC新聞、New York Daily News、美國彭博新聞社，Irish Times、澳洲Sunshine Coast Daily、卡塔爾半島電視台、路透社等報導。
11月13日，趙家賢在個人網頁及透過民主黨Facebook帖文交代他留院一星期的治療中，被咬的左耳廓在手術後，日漸變為紫黑色，醫生指軟骨無法有效供應養分致壞死，確認耳廓接駁失敗，需要進行清創手術移除。趙的左耳在是次襲擊中遭受永久性創傷，他指當晚一心希望阻止區內有更多市民受傷，並譴責親政府人士意圖殺傷市民的暴力行為，又懇請市民及年青人要保護自己，不能低估專權一方的暴力與險惡。最後趙衷心感謝所有支持、關心、甚至伸出援手的人，及東區醫院團隊的照顧。
香港電台及香港01報導，由於趙家賢仍需留院治療休養，暫未能履行民主動力召集人職責，並由副召集人鍾錦麟議員代為署理召集人，即日起負責統籌及公佈「民主派區選聯盟」的推薦名單及相關宣傳工作，協助推動民主派的選舉工程。
趙家賢遇襲後出現耳感神經錯亂的後遺症，耳朵經常出現麻痺、冷熱感等錯覺。

## 專業資格
- 香港和解中心（页面存档备份，存于）　認可調解員(2007)、導師 及 考評官(2009)
- 香港調解資歷評審協會（页面存档备份，存于）　認可綜合調解員 及 調解員評核員
- 台北中華民國仲裁協會（页面存档备份，存于）　調解員(2017)
- 中國深圳仲裁委員會（页面存档备份，存于）　仲裁員(2016)
- 中國深圳仲裁委員會（页面存档备份，存于）轄下調解中心　認可調解員(2011) / 調解專家(2014)
- 香港仲裁司學會（页面存档备份，存于）　會員(2010) 及 調解員(2011)
- 香港公共行政學會（页面存档备份，存于）　會員(2010)
- 英國特許房屋經理學會（页面存档备份，存于）　會員(2012)
- 香港國際仲裁中心（页面存档备份，存于）轄下香港調解會　會員(2010)
- 英國特許仲裁司學會（页面存档备份，存于）　會員(2012)

## 政府公職
- 東區區議會　副主席，（太古城西）民選議員
- 運輸及房屋局　上訴委員會(房屋)　委員 (2017 - 2019)
- 民政事務局　平和基金諮詢委員會　委員 (2017 - 2021)
- 民政事務局　公民教育委員會　委員 (2016 - 2021)
- 土地審裁處（建築物管理案件調解服務）認可調解員 (No.: 123)
- 土地（為重新發展而強制售賣）條例 認可調解員
- 民政事務局　公共事務論壇　成員 (2011 - 2021)
- 民政事務總署　東區撲滅罪行委員會　委員 (2017 - 2021)
- 民政事務總署　東區康城分區委員會　委員 (2008 - 2021)
- 民政事務總署　東區防火委員會　委員 (2009 - 2015)
- 民政事務總署　東區青年活動委員會　委員 (2011 - 2017)

## 社會服務
- 民主動力　召集人 (2014年11月 - 2021年2月27日[1]) / 秘書 (2012 - 2014)
- 東區泛民會議　副召集人 暨 發言人 (2015 - )
- 公共專業聯盟　董事會成員 (2015 - )
- 香港和解中心（页面存档备份，存于）　副會長 (2012 - 2014)
- 聯合調解專線辦事處（页面存档备份，存于）　董事會成員 (2013 - 2015)
- 香港認可調解員學會　主席
- 聖公會聖馬利亞堂莫慶堯中學（页面存档备份，存于）　校友校董 (2016 - )
- 香港嘉諾撒學校（页面存档备份，存于）　校友會主席 (2011 -2017 ) 暨 校友校董 (2013 - 2017)
- 香港公開大學社會科學(全日制課程)校友會（页面存档备份，存于）　主席
- 香港青年政策研究所　成員
- 香港人權監察　成員
- 太古城第五期業主委員會　業主代表 (2006- )
- 太古城物業管理聯絡議會　議員 暨 保安小組成員
- 太古城青少年義工服務團　創辦人

## 黨務
- 民主黨中央委員會　委員 (2010 - 2014)
- 民主黨社區調解小組　召集人 (2011 - 2016)
- 民主黨青年委員會　委員 (2005 - 2010)
- 民主青年常務委員會　委員 (2010 - 2012)
- 民主黨東區黨團　召集人 (2014 - )
- 民主黨消費者權益政策　副發言人

## 外部連結
- 趙家賢 Dr. Andrew CHIU：太古城西民選議員/認可調解員/仲裁員（页面存档备份，存于）(2015年新啟用網站)
- 趙家賢 Dr. Andrew CHIU Facebook專頁（页面存档备份，存于）
- 太古城區議員：趙家賢社區資訊網（页面存档备份，存于）(2004-2011年的舊網站)
- 民主黨區議員：趙家賢(東區)（页面存档备份，存于）
- 東區區議會議員資料：趙家賢博士（页面存档备份，存于）
- 民主動力Facebook專頁（页面存档备份，存于）

| 議會席位      | 議會席位                                                | 議會席位    |
| ------------- | ------------------------------------------------------- | ----------- |
| 前任： 羅友聖 | 東區區議會 太古城西選區區議員 2008年1月1日—2021年7月9日 | 繼任： 懸空 |